# To zawsze Agatha
To zawsze Agatha (oryg. Agatha All Along) – amerykański superbohaterski serial komediowy na podstawie komiksów o Agacie Harkness wydawnictwa Marvel Comics. Twórczynią została Jac Schaeffer, która odpowiada za scenariusz i razem z Gandją Monteiro i Rachel Goldberg za reżyserię. W tytułowej roli wystąpiła Kathryn Hahn.
To zawsze Agatha jest częścią franczyzy Filmowego Uniwersum Marvela; należy do V Fazy tego uniwersum i stanowi część jej drugiego rozdziału zatytułowanego Saga Multiwersum. Jest spin-offem serialu WandaVision. W stanach Zjednoczonych To zawsze Agatha zadebiutował 18 września 2024 roku w serwisie Disney+, a w Polsce dzień później.

## Obsada
- Kathryn Hahn jako Agatha Harkness, potężna wiedźma, która podszywała się pod sąsiadkę Wandy Maximoff i Visiona i przybrała imię Agnes[1].
- Aubrey Plaza jako Rio Vidal[2][3].
- Joe Locke jako Billy Maximoff[4][3].
- Patti LuPone jako Lilia Calderu[5][3].
- Sasheer Zamata(inne języki) jako Jennifer Kale[6][3].
- Ali Ahn(inne języki) jako Alice[7].
- Miles Gutierrez-Riley jako Teddy Altman / Hulkling[8][3].
- Emma Caulfield jako Sarah Proctor, mieszkanka Westview i żona Harolda[9].
- Debra Jo Rupp jako Sharon Davis, mieszkanka Westview[10].
- Asif Ali jako Abilash Tandon, mieszkaniec Westview[8].
- David Lengel(inne języki) jako Harold Proctor, mieszkaniec Westview i mąż Sarah[8].
- David Payton jako John Collins, mieszkaniec Westview[8].
- Amos Glick jako dostawca w Westview[8].
- Kate Forbes jako Evanora Harkness, matka Agathy i czarownica[8].
- Brian Brightman jako Miller, szeryf w Eastview[8].
- Okwui Okpokwasili(inne języki)[8].
- Maria Dizzia(inne języki)[7].

## Emisja
Dwa pierwsze odcinki serialu To zawsze Agatha zadebiutowały 18 września 2024 roku w serwisie Disney+ w Stanach Zjednoczonych. W Polsce premiera nastąpiła 19 września tego samego roku. Całość składa się z 9 odcinków, które od premiery ukazywały się co tydzień w czwartki (w Polsce, w Stanach Zjednoczonych w środy) 

## Produkcja

### Rozwój projektu

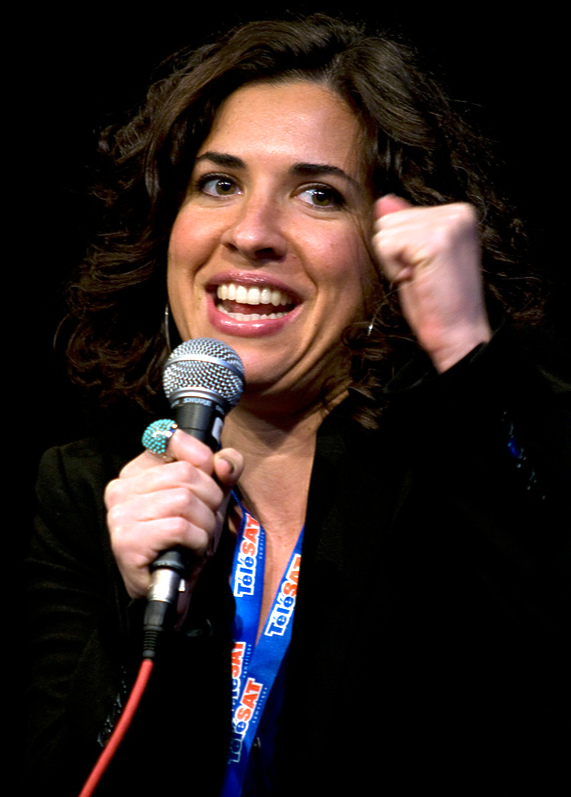
Jac Schaeffer, twórczyni i główna scenarzystka serialu

W maju 2021 roku Jac Schaeffer podpisała trzyletni kontrakt z Marvel Studios i 20th Television na stworzenie projektów na potrzebę Disney+. W październiku pojawiła się informacją, że w przygotowaniu jest spin-off serialu WandaVision, którego główną bohaterką ma być Agatha Harkness grana przez Kathryn Hahn. Serial ma być utrzymany w tonie czarnej komedii, a Schaeffer ma być jego główną scenarzystką i producentem wykonawczym. Miesiąc później serial został oficjalnie zapowiedziany jako Agatha: House of Harkness. W maju 2022 roku ujawniono, że scenariusz do odcinków napiszą Peter Cameron, Cameron Squires i Laura Donney, którzy pracowali z Schaefffer przy WandaVision. W lipcu podczas San Diego Comic Conu poinformowano, że ma on wchodzić w skład V Fazy Filmowego Uniwersum Marvela i stanowić drugi rozdział tej franczyzy zatytułowany Saga Multiwersum; zmieniono również tytuł serialu na Agatha: Coven of Chaos. Kevin Feige, Louis D’Esposito, Brad Winderbaum i Victoria Alonso będą pełnić rolę producentów wykonawczych razem z Schaeffer. W listopadzie ujawniono, że Schaeffer wyreżyseruje część odcinków, a w grudniu poinformowano, że reżyserią zajmie się również Gandja Monteiro. 
W styczniu 2023 roku wyjawiono, że serial będzie liczył dziewięć odcinków oraz że Rachel Goldberg również wyreżyseruje część odcinków. Nad scenariuszem pracowali również: Megan McDonnell, Laura Monti, Giovanna Sarquis i Jason Rostovsky. We wrześniu ponownie został zmieniony podtytuł serialu na Darkhold Diares. W marcu 2024 roku poinformowano, że serial będzie nosił tytuł Agatha. Natomiast w maju wyjawiono ostateczny tytuł jako Agatha All Along.

### Casting
W sierpniu 2019 roku Kathryn Hahn została obsadzona jako „wścibska sąsiadka”, Agnes w serialu WandaVision. W siódmym odcinku serialu zostało ujawnione, że jest ona Agathą Harkness. W listopadzie 2021 roku potwierdzono, że Hahn powtórzy rolę Harkness we własnym serialu. Na początku października 2022 roku poinformowano, że Emma Caulfield powróci z serialu WandaVision jako Sarah Proctor. W listopadzie do obsady dołączyli: Joe Locke, Aubrey Plaza, Ali Ahn, Maria Dizzia i Sasheer Zamata. Natomiast w grudniu poinformowano, że Patti LuPone zagra w serialu. W styczniu 2023 roku ujawniono, że Debra Jo Rupp, Asif Ali, David Lengel, David Payton, Amos Glick, Kate Forbes i Brian Brightman powtórzą role z serialu WandaVision. Ponadto do obsady serialu dołączyli Miles Gutierrez-Riley i Okwui Okpokwasili.

### Zdjęcia
Zdjęcia do serialu rozpoczęły się 17 stycznia 2023 roku w Trilith Studios w Atlancie pod roboczym tytułem My Pretty. Prace na planie zakończyły się 28 maja. Daniel Selon został zatrudniony jako projektant kostiumów.

## Muzyka
W marcu 2023 roku poinformowano, że Christophe Beck skomponuje muzykę do serialu. Natomiast w kwietniu ujawniono, że Robert Lopez i Kristen Anderson-Lopez napiszą oryginalne piosenki na potrzeby produkcji.